# Yarcombe
Yarcombe is een civil parish in het bestuurlijke gebied East Devon, in het Engelse graafschap Devon. In 2001 telde het dorp 530 inwoners. Yarcombe komt in het Domesday Book (1086) voor als 'Herticome' / 'Erticoma'.